# カール・タイケ
カール・アルベルト・ヘルマン・タイケ（ドイツ語: Carl Albert Hermann Teike, 1864年2月5日 - 1922年5月22日）はドイツの作曲家。軍楽隊のために100曲以上の行進曲と、演奏会用の20曲を残す。吹奏楽の作曲家として有名。

## 生涯

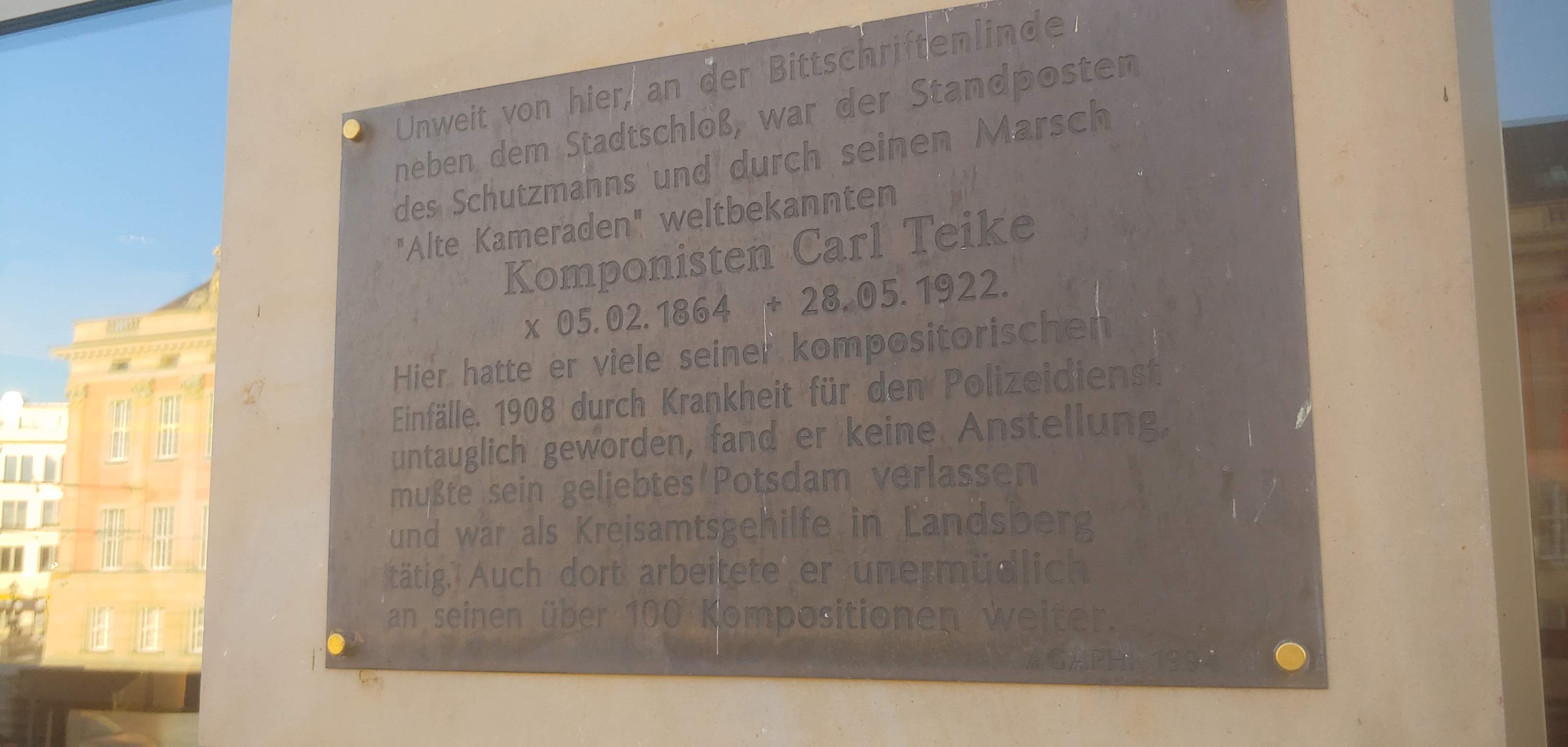
ポツダムにあるにある記念碑

ポンメルンのシュテティーン・アルトダムにて鍛冶屋の息子に生まれる。実家は子沢山で、14人兄弟の第4子であった。14歳で音楽の学習を始め、様々な楽器をこなした。19歳でヴュルテンベルク王国の軍楽隊員として入隊し、歩兵第123「国王カール」連隊(ヴュルテンベルク歩兵第5連隊)に付属の軍楽隊に配属された。シュヴァーベンの都市ウルムに駐在し、地元の劇場オーケストラのためにホルンや打楽器の演奏家としても活動する。
処女作『アルブレヒト王子』を皮切りに、本格的に作曲活動を開始する。着任当時の軍楽隊長ユリウス・シュレック(Julius Schreck,1851-1924）は彼の作品を高く評価したが、シュレックはタイケが就任した3年後に部隊を去る。次に着任したパウル・エールテ(Paul Oelte, 1854-1931)はタイケの作品に理解を示さず、彼の代表作である『旧友』を酷評し、「ストーブの薪にしてはどうか」と言い放たれるという有名な逸話が残された。タイケは1889年には同軍楽隊を退き、ウルムの警察官に転職。以後、副業として行進曲の作曲を続けた。同年に地主の女性と結婚している。1895年にはブランデンブルク州のポツダムに移り、警察官として勤務を続けた。当時のポツダム周辺にはドイツでも有数の演奏技術を有する軍楽隊がいくつも駐屯し、次第に彼の楽曲は軍楽隊関係者や出版社を通じて国内外に広く知られ、やがて当時の皇帝ヴィルヘルムⅡ世の目にも留まる様になる。1907年に肺炎を患い、翌1908年に警察官を辞職。1909年に東部ブランデンブルクのランツベルク・アン・デア・ヴァルテで郵便局員となり、同地で1922年に死去した。

## 作品
- ゴジュフ・ヴィエルコポルスキにある記念碑
- ポツダムからの挨拶
- 旧友
- ボルシア
- ツェッペリン伯爵号
- 常に生き生きと
- 若きドイツ青年
- 兄弟の心の絆
- 友情と信義
- 完全なる信義
- 運を天にまかせて
- 剛毅潔白（ゆるがぬ忠誠）
- アルブレヒト王子
- ヴィルヘルム王子
- 皇帝の到着
- ポツダム万歳
- 忠誠に忠誠を
- ユンカーの旗
- 戦友の信義
- 最前線
- ドイツ全土から
- 新しき友
- 国際人の行進曲
- 若者は自ら進んで
- 元気よく大胆に
- 勇敢な攻撃
- ふたたびのわが家
- 憂さ晴らし
- 何も恐れず
- 喜びと苦痛
- 大胆な逢い引き
- 古き防衛隊
- 連隊の仲間
- 戦友のもとで
- 偵察員の行進曲
- 皇帝の称号
- 皇太子
- ハンザ行進曲
- 軍旗敬礼式
- ホーウェンシュタウフェン
- ブラウンシュヴァイク
- アヴィアテック戦闘機万歳
- 武器のない世界
- 平和の旗

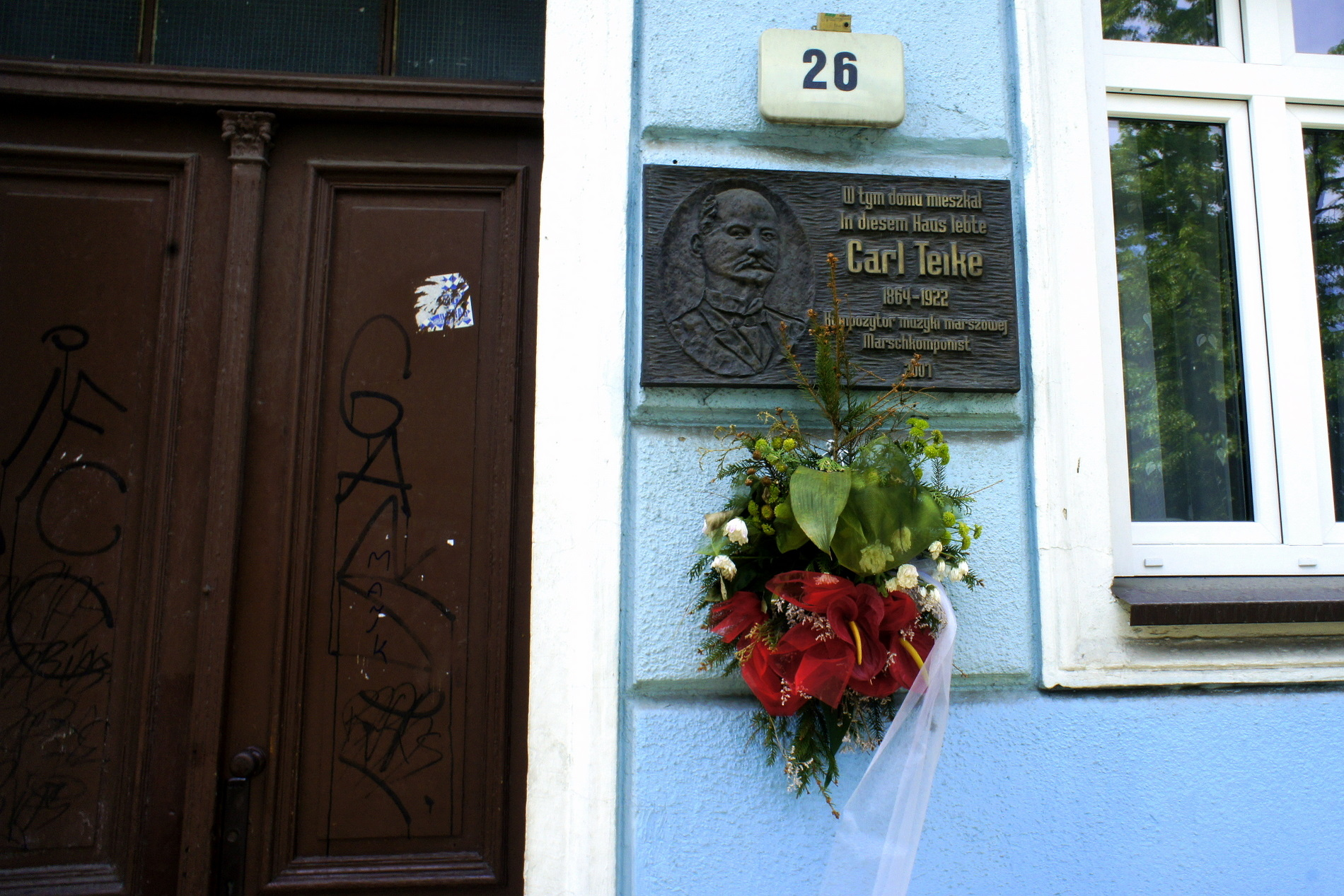
ゴジュフ・ヴィエルコポルスキにある記念碑

行進曲「旧友」は、タイケの代表作であるだけではなく、世界的に有名なドイツの行進曲の一つである。ほかに、全日本吹奏楽コンクールの課題曲になった『剛毅潔白（ゆるがぬ忠誠,In Treue fest）』や『ツェッペリン伯爵号（Graf Zeppelin）』がよく知られる。